# Sonam Yoezer
Sonam Yoezer (sinh ngày 24 tháng 10 năm 1994) là một cầu thủ bóng đá người Bhutan, hiện tại thi đấu cho Thimphu City. Anh ra mắt lần đầu cho Bhutan lúc 18 tuổi, trong trận đấu tại Giải vô địch bóng đá Nam Á trước Sri Lanka vào ngày 6 tháng 9 năm 2013.
Yoezer thi đấu cho Yeedzin, chuyển đến Ugyen Academy vào ngày 31 tháng 12 năm 2013. Sau đó anh gia nhập Druk United vào ngày 30 tháng 6 năm 2015. Anh thi đấu trận đầu tiên tại Cúp AFC cho Thimphu City trước Club Valencia vào ngày 7 tháng 7 năm 2017.